# Roberto Scanagatti
Roberto Scanagatti (Monza, 20 giugno 1954) è un politico italiano, sindaco di Monza dal 2012 al 2017.

## Biografia

### Carriera politica
Per tanti anni svolge il ruolo di consigliere comunale nel Comune di Monza.
Dal 2002 al 2007, sempre a Monza, durante la giunta di centrosinistra di Michele Faglia, ricopre la duplice carica di Vicesindaco e di Assessore al Bilancio.
Dopo la sconfitta del centrosinistra alle comunali del 2007, che vedono la vittoria del leghista Marco Maria Mariani, viene rieletto in consiglio comunale, ed è capogruppo del Partito Democratico.
Fra il 2011 e il 2012 è Assessore alle Risorse Finanziarie nel Comune di Sesto San Giovanni, durante la giunta Oldrini.

#### Sindaco di Monza
Il 22 gennaio 2012 si svolgono le primarie del centrosinistra per le elezioni comunali a Monza e ha la vittoria con il 34,4% dei voti.
Le elezioni si svolgono il 6 e il 7 maggio 2012 e Scanagatti esce in vantaggio al primo turno con il 38,3% dei voti, seguito dal candidato del Popolo della Libertà Andrea Mandelli con il 20,1%.
Il ballottaggio del 20 e 21 maggio vede l'effettiva vittoria di Scanagatti col 63,4% dei voti, contro il 36,6% di Mandelli.
Il 28 gennaio 2017 annuncia la sua ricandidatura per le imminenti elezioni amministrative, ma perde al ballottaggio del 25 giugno contro il candidato di centro-destra Dario Allevi.